# کاردینال (پرنده)

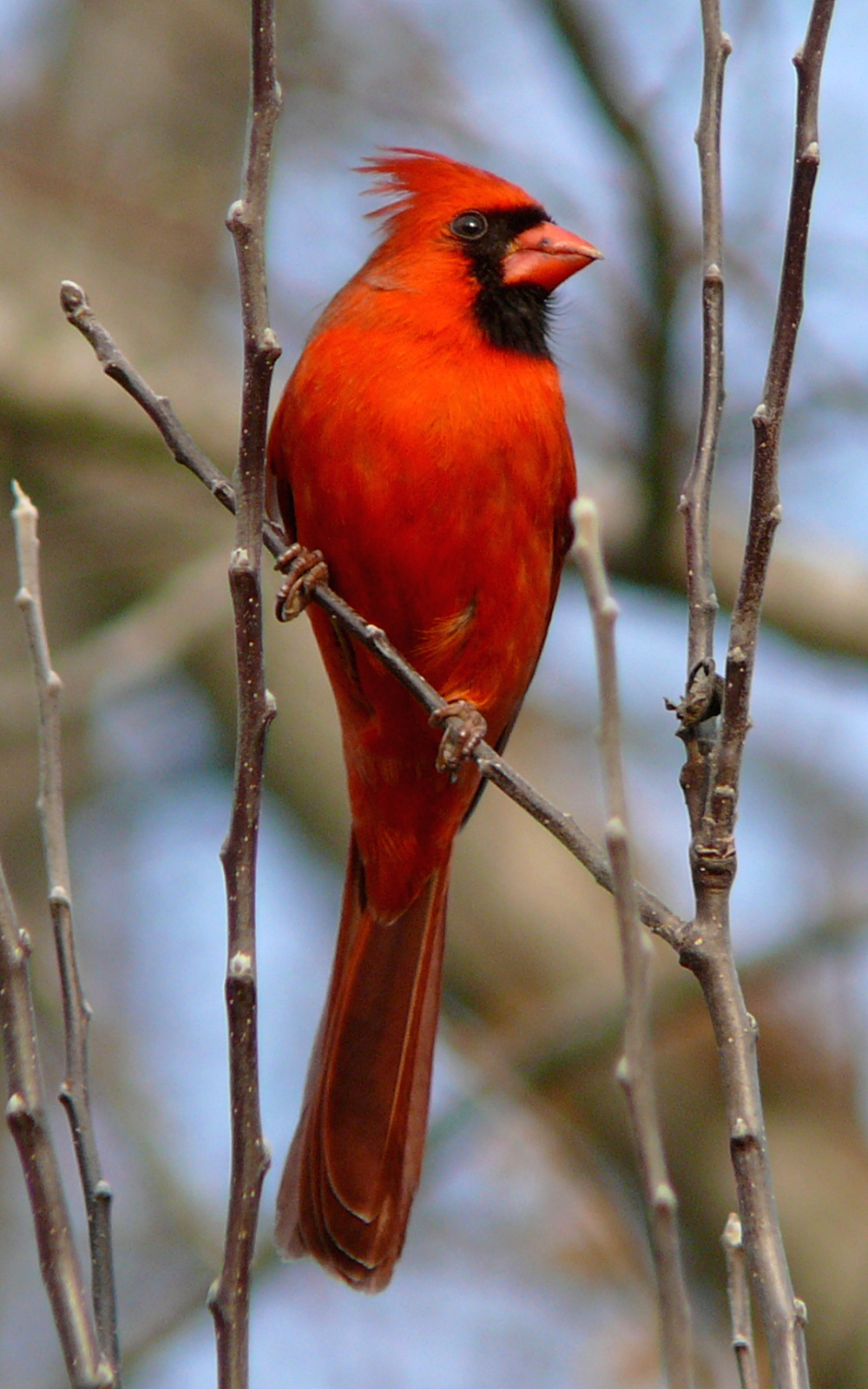
یک پرنده کاردینال شمالی

سرخ‌قبا یا کاردینال (به انگلیسی: Cardinal) نوعی پرنده کوچک‌جثه است که در آمریکای شمالی زندگی می‌کند.
این پرنده تیرۀ سرخ‌قبایان یا کاردینالان (Cardinalidae) را تشکیل می‌دهد.
شناسه بارز این پرنده رنگ‌های جذاب و آواز رسای نرهای این پرنده است.
این پرنده، پرنده افتخاری ۸ ایالت آمریکا است.